# Podatek węglowy
Podatek węglowy (ang. carbon tax) – podatek nakładany na paliwa, proporcjonalny do powstającej przy ich spalaniu emisji gazów cieplarnianych. Jego celem jest zawarcie w cenie paliw ukrytego społecznego kosztu efektów zewnętrznych: zanieczyszczenia powietrza i tworzenia efektu cieplarnianego prowadzącego do zmiany klimatu (zjawiska uznanego w konsensusie naukowym). Jest to przykład podatku Pigou (podatku ekologicznego), który umożliwia ochronę wspólnych zasobów i dóbr publicznych przy pomocy mechanizmów rynkowych. Równowaga rynkowa jaka powstaje w obecności podatku Pigou jest bardziej efektywna ekonomicznie, niż przy jego braku. Według ekonomisty D. Autora: „Opodatkowanie negatywnych efektów zewnętrznych zmniejsza zniekształcenia gospodarcze; podatki nakładane na pracę je zwiększają. To podatkowy odpowiednik darmowego lunchu”.
Wzrost cen paliw węglowodorowych zwiększa konkurencyjność energetyki jądrowej i odnawialnych źródeł energii.
Klasyczny podatek węglowy jest fiskalnie neutralny, co oznacza, że nie zwiększa dochodu państwa. Uzyskany z niego dochód podatkowy jest zwracany podatnikom, poprzez obniżenie innych podatków lub wypłacanie dywidendy. Zależnie od wybranej konstrukcji dywidendy, może być neutralny, probiznesowy lub progresywny. W zgodzie z regulacjami Światowej Organizacji Handlu, może mu również towarzyszyć cło węglowe, dzięki czemu nie obniża konkurencyjności krajowych producentów, w sytuacji gdy inne kraje nie stosują takiego podatku.

## Stosowanie
Istniejący lub wprowadzany handel emisjami
     Istniejący lub wprowadzany podatek węglowy
     Rozważane wprowadzenie handlu emisjami lub podatku węglowego

Handel emisjami CO_{2} i podatek węglowy na świecie (2019)
Istniejący lub wprowadzany handel emisjami
Istniejący lub wprowadzany podatek węglowy
Rozważane wprowadzenie handlu emisjami lub podatku węglowego

Podatek węglowy jest wprowadzany, lub już obowiązuje, m.in. w Kolumbii Brytyjskiej, Chile, Islandii, Szwecji, Szwajcarii, Holandii, Norwegii i RPA. Islandia, Holandia, Norwegia i Szwecja stosują taki podatek, jednocześnie należąc wraz z pozostałymi krajami Unii Europejskiej do Europejskiego Systemu Handlu Emisjami.
W Polsce wprowadzany jest podatek węglowodorowy o podobnej nazwie, jego stawka jest jednak bardzo niska – rzędu 1% typowej propozycji podatku węglowego. Nie jest on neutralny fiskalnie, ani motywowany ekologicznie. Od 1993 r. obowiązuje także ekologiczna akcyza na wyroby energetyczne i energię elektryczną, również o bardzo niskiej stawce. Akcyza ta jest w niektórych raportach, np. Banku Światowego, technicznie klasyfikowana jako podatek węglowy, jeden z najniższych i najwcześniej wprowadzonych na świecie.

## Poparcie naukowe
Naukowe ankiety, przeglądy i publikacje odzwierciedlają konsensus w poparciu dla takiego rozwiązania, wśród: ekonomistów zajmujących się zmianą klimatu, ekonomistów środowiska i zasobów, ekonomistów ogólnych specjalizacji oraz klimatologów. Podatek węglowy jako dobrą odpowiedź na zagrożenie zmianą klimatu chwalili konserwatywni ekonomiści tacy jak nobliści Milton Friedman, William Nordhaus, czy Arthur Laffer. Ekonomista neokeynesowski N. G. Mankiw prowadzi „klub Pigou” – listę ekspertów i znanych osób, którzy opowiadają się za stosowaniem podatków Pigou – do którego należą m.in. Elon Musk, Noam Chomsky, Michael Bloomberg, Alan Greenspan, Jeffrey Sachs czy Bill Gates. Poparcie dla podatku węglowego wyraziły też redakcje czasopism Nature, The Economist, Financial Times, Bloomberg, The New York Times, The Washington Post, czy The Boston Globe.
W styczniu 2019 r. opublikowano publiczny list poparcia dla podatku węglowego z dywidendą, podpisany przez ponad 3300 ekonomistów, w tym 27 laureatów ekonomicznego Nobla, 15 byłych przewodniczących Rady Doradców Ekonomicznych prezydenta USA, oraz wszystkich żyjących byłych Przewodniczących Rady Gubernatorów Systemu Rezerwy Federalnej.

## Efekty i wysokość podatku

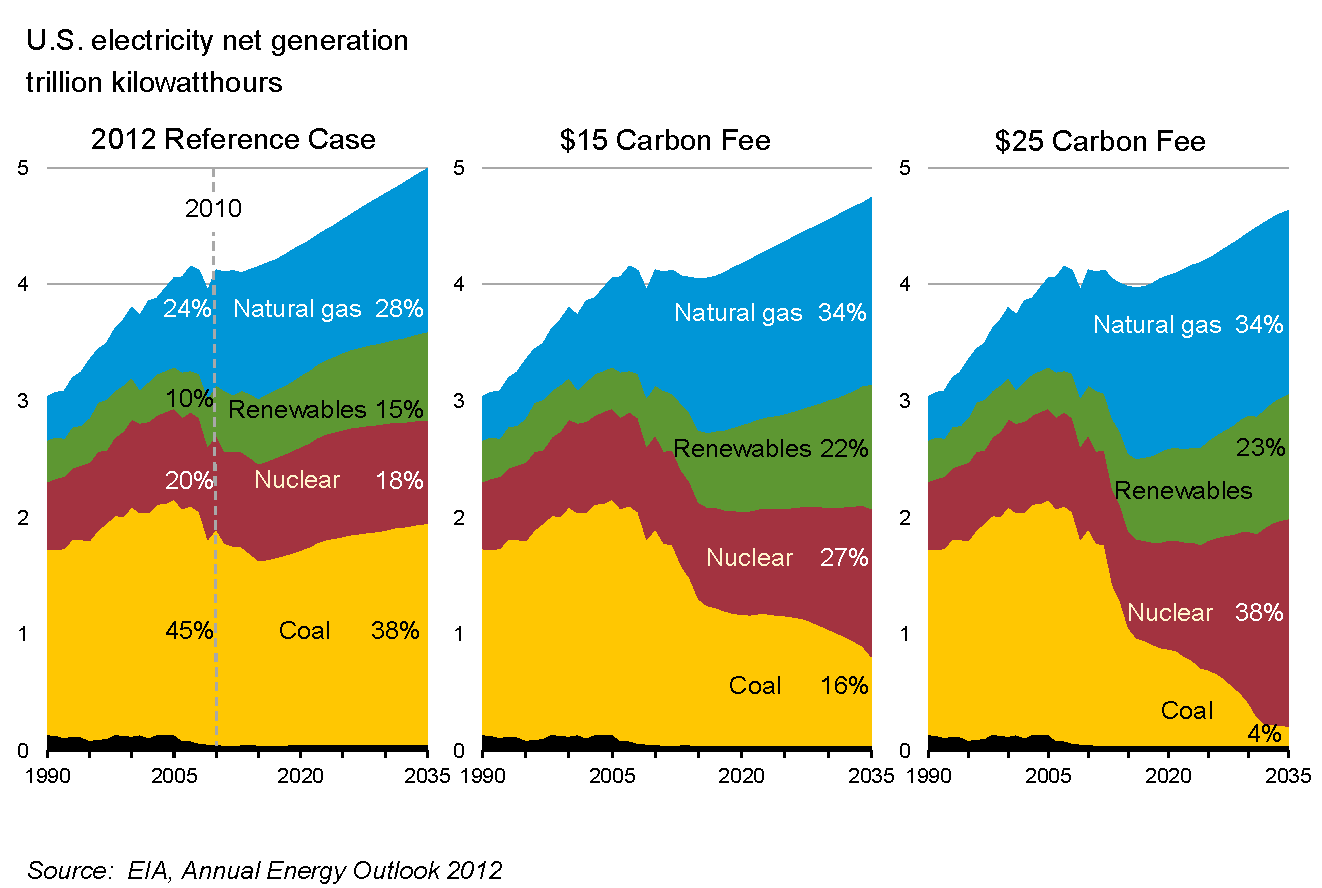
Oszacowanie wpływu podatku węglowego na zmianę w wykorzystywaniu różnych źródeł energii, według US Energy Information Administration

W przypadku Polski, analiza Międzynarodowego Funduszu Walutowego wskazuje że podniesienie cen węgla przyniosłoby również wymierne pozytywne efekty w postaci spadku zachorowań na choroby płuc, i długofalowego wzrostu PKB. Może to jednak oznaczać też wzrost cen energii o około 20%, i przejściowe spowolnienie wzrostu PKB, według analizy Banku Światowego. Przegląd prognoz modeli ekonometrycznych sugeruje niemniej, że niepowstrzymana zmiana klimatu będzie się wiązać z większym, jednoznacznie negatywnym wpływem na globalny wzrost gospodarczy, oraz licznymi innymi negatywnymi skutkami globalnego ocieplenia.
Analizy ekonometryczne pozwalają oszacować społeczny koszt emisji gazów cieplarnianych, który jest podstawą dla określenia korzystnego poziomu podatku węglowego. Społeczny koszt emisji jest zależny od udziału konkretnych rodzajów paliw w gospodarce kraju, oraz założeń przyjętych w modelu ekonometrycznym. Ekonomiści związani z konserwatywnym think-tankiem Heritage Foundation, w publikacji niepoddanej recenzji naukowej, zakładając niskie zagrożenie zmianą klimatu i wysoką preferencję czasową, obliczyli koszt na poziomie -$1 w krótkim terminie w krajach rozwijających się, do około $40/mt CO2. Przegląd naukowych oszacowań opublikowany w listopadzie 2016 wskazuje z dużą ufnością na przedział $80-$100/mt CO2.

### Krytyka
Konieczność podejmowania publicznych działań w celu zapobieżenia zmianie klimatu jest podawana w wątpliwość. W analizie konserwatywno-libertariańskiego Institute for Energy Research rozwiązaniom takim jak podatek węglowy zarzuca się niepewność co do oszacowania społecznego kosztu emisji, zależnie od przyjętej w modelu preferencji czasowej i innych zmiennych. Krytycy zauważają, że kraje rozwinięte, takie jak USA, nie poniosą w najbliższym czasie znaczących bezpośrednich kosztów zmiany klimatu, co jest według nich argumentem do zrezygnowania z ograniczania gospodarki w imię walki z tym zagrożeniem. Zwracają oni także uwagę, że z perspektywy politycznej problem ten jest podatny na efekt gapowicza, w którym kraje, które odraczają podjęcie takich ograniczeń, czerpią nieproporcjonalne korzyści.
Zarzuty nie odnoszą się jednak do pozytywnych efektów szybszej transformacji sektora energetycznego, takich jak spadku zachorowań na choroby płuc, jak również wykraczających poza interes regionalny kwestii, takich jak uchodźcy klimatyczni. Niestabilność oszacowań społecznego kosztu emisji jest oparta w analizie IER na nieaktualnych wynikach Tola, które badacz ten później sprostował. Analizy oparte na danych empirycznych sugerują, że rozwiązania rynkowe takie jak podatek węglowy, w połączeniu z cłami węglowymi, mogą przeciwdziałać zagrożeniu efektem gapowicza i zwiększyć długoterminowy lokalny dobrobyt, nawet w obecności efektu gapowicza. Ponadto, raport Banku Światowego z roku 2016 wskazuje, że kraje takie jak Chiny, Brazylia i region Unii Europejskiej, odpowiedzialne za znaczną część globalnych emisji gazów cieplarnianych, są już w trakcie implementacji podatków węglowych lub systemów handlu emisjami, a jeszcze większa liczba krajów zobowiązała się do takich działań w międzynarodowych porozumieniach. Z drugiej strony, analiza Rosera i Pretisa z 2016 r. wykazuje, że założenia modeli klimatycznych odnośnie do światowych redukcji emisji mogą być zbyt optymistyczne. Głównym źródłem niepewności tych modeli nie są parametry klimatu, ale polityka gospodarcza krajów świata, które w praktyce redukują emisje znacznie wolniej, niż zakładano.

## Porównanie z systemem handlu emisjami
Alternatywnym podejściem jest wprowadzenie systemu handlu emisjami zanieczyszczeń, takiego jak stosowany w Unii Europejskiej Europejski System Handlu Emisjami (UE ETS). Dystrybucja ryczałtu jest w Europie w podstawowej puli decydowana politycznie, a ponad ten poziom jest rozprowadzana rynkowo, poprzez aukcje. Limit ten może być dalej odsprzedawany przez podmioty rynkowe. System ten daje większą pewność co do realizacji odgórnego limitu emisji, ale mniejszą pewność stabilności cen paliw. W części decydowanej politycznie, cierpi na problemy typowe dla centralnego planowania gospodarczego, jak niska elastyczność i duża podatność na lobbing. Według raportu Międzynarodowego Funduszu Walutowego, optymalnie zaplanowany system handlu emisjami jest równoważny optymalnemu podatkowi węglowemu – w szczególności jeśli jest oparty w całości na rynkowych aukcjach, bez elementu politycznego. Jest jednak bardziej podatny na błędy w wycenie emisji, i nieszczelność rynków. W systemie zawierającym dziedziczenie wcześniejszych ryczałtów, kraje i firmy mogą także wolniej redukować emisje, aby w następnej turze nie stracić wysokiego przydziału. Raport MFW stwierdza w oparciu o literaturę, że systemy handlu emisjami mogą być nieco mniej efektywne od podatku węglowego w walce ze zmianą klimatu, i sugeruje że najlepszym rozwiązaniem może być system hybrydowy. Islandia, Holandia i Szwecja stosują taki system de facto, należąc jednocześnie do UE ETS i pobierając wewnętrznie podatek węglowy.